# Leopold Schmalhorst
Leopold Schmalhorst (* 14. Januar 1886 in Herford; † unbekannt) war ein deutscher Architekt, der von Düsseldorf aus wirkte. Als Siedlungskommissar, Gauwohnungskommissar, Reichsheimstättenleiter und Politiker verfolgte er nationalsozialistische Ziele. Mit anderen Architekten beteiligte sich unter anderem an der Gestaltung der Reichsausstellung Schaffendes Volk.

## Parteimitgliedschaft und beruflicher Werdegang
Leopold Schmalhorst war für die NSDAP vom 12. März 1933 bis 15. Dezember 1933 Stadtverordneter in Düsseldorf.
Auf Vorschlag des Gauleiters Friedrich Karl Florian wurde Schmalhorst 1931 Leiter des Wohnungs- und Siedlungsamt bei der Regierung Düsseldorf. 1938 enthob ihn Florian vom Amt des Gauamtsleiters. Seit April 1933 war Schmalhorst Siedlungskommissar für den Bereich Düsseldorf, eine Funktion, die er ab 1942 hauptamtlich ausübte. Von 1943 bis 1945 war er Gauwohnungskommissar.
Seine Bemühungen, nach Kriegsende für die öffentliche Hand tätig zu werden, scheiterten aufgrund seiner nationalsozialistischen Tätigkeit und seines Verhaltens als „anmassender und taktloser selbstbewusster Nationalsozialist“.

## Bauten und Entwürfe

### Architekturbüro Schmalhorst und Mohr
→ Architekturbüro Schmalhorst und Mohr
- 1925–1926: Mehrfamilienhaus Van-Douven-Straße 6 in Düsseldorf-Oberbilk gemeinsam mit Richard van Broe(c)k[4]

## Veröffentlichungen
- Gemeinsam mit Heinz Neu: (Zwiegespräch): Siedlung, Volksgesundung, Volksvermehrung. In: Siedlung und Wirtschaft. Heft. 5, 1934, S. 200–202.
- Die Arbeiterstättensiedlung auf der Reichsausstellung „Schaffendes Volk“ Düsseldorf 1937. In: Der deutsche Heimstättensiedler. Band 5, 1937, S. 126–130.
- Die Wilhelm-Gustloff-Siedlung. In: Maiwald. 1939, Band I, S. 101–104.